# Les Employés
Les Employés ou la Femme supérieure (em português Os funcionários ou A mulher superior) é um romance de Honoré de Balzac publicado em edição original em 1838, sob o título de La Femme supérieure (A mulher superior), em dois volumes pelo editor Werdet. Em 1843, Balzac dedica a obra a David d'Angers (que fez um medalhão e uma escultura do autor). A obra aparece finalmente sob um outro título em 1844, na edição Furne, nas Cenas da vida parisiense da Comédia Humana: Les Employés ou la Femme supérieure. O título será ainda modificado em 1845 e se tornará apenas Les Employés.
Em sua grande empresa visando dar vida a todos os aspectos da sociedade na qual ele vivia, Balzac toma aqui um assunto que poderia parecer menor em sua época, mas que nos parece quase contemporâneo. A vida do escritório, suas mesquinharias, as intrigas para obter um posto superior, são o consolo cotidiano das personagens do romance, cuja maior parte são figuras secundárias da Comédia. Exceto o caricaturista Jean-Jacques Bixiou, que aparece também em La Rabouilleuse, o conde des Lupeaulx, que tem um papel importante em La Cousine Bette, La Maison Nucingen e Splendeurs et misères des courtisanes e Célestine Rabourdin (também em La Cousine Bette), os protagonistas são todos mesquinhos.

## Enredo
Em um escritório de um ministério, Xavier Rabourdin concorre ao título de chefe de divisão, presumindo merecer esta promoção por causa de sua idade e mérito. Estimulado por sua esposa Célestine (a "mulher superior"), ele se lança a um grande projeto de reforma administrativa, que, assim pensa ele, vai proporcionar um bom avanço. Contudo, um outro chefe de escritório, apoiado por um círculo pequeno-burguês medíocre e por intrigantes que estimulam sua candidatura para avançar seus próprios interesses pessoais, aspira ao mesmo posto: Isidore Baudoyer. Este igualmente é incitado pela ambição de sua esposa, Élisabeth. A batalha se joga, então, entre as duas mulheres que organizam cada uma seu plano e reúnem seus partidários em dois clãs bem distintos. Mas o partido da mediocridade (os pequenos-burgueses) é tenaz, minando pacientemente os esforços do clã de Rabourdin, cavando com obstinação o caminho de Baudoyer, tão bem que ele acaba por superar seu rival Rabourdin, que pede demissão, garantindo à sua esposa que ele possui um novo projeto grandioso, para aplacar suas ambições.